# Lucas Cranach młodszy
Lucas Cranach młodszy (ur. 4 października 1515 w Wittenberdze, zm. 25 stycznia 1586 tamże) – niemiecki malarz i projektant drzeworytów, syn Lucasa Cranacha starszego.
Był kontynuatorem stylu ojca, który był jego nauczycielem. Tworzył głównie portrety i dzieła o tematyce alegorycznej i religijnej. Jego wczesne prace są trudne do zidentyfikowania. Po 1537 roku, po śmierci starszego brata Hansa, obowiązki Lucasa w warsztacie ojca wzrosły, a po 1553 roku przejął po nim pracownię.

## Życie prywatne
W 1541 roku ożenił się z Barbarą Bruck, która zmarła w 1550 roku. Jego drugą żoną była Magdalena Schurff. Tak jak jego ojciec piastował wysokie stanowiska publiczne. W latach 1549–1568 zasiadał w radzie miasta Wittenberg, został wybrany na burmistrza. Był jednym z najbogatszych mieszkańców miasta.  

## Dzieła[2]
- Chrystus i Jawnogrzesznica (po 1532), Ermitaż Petersburg,
- Portret Filipa I Pomorskiego (1541), Muzeum Narodowe w Szczecinie,
- Portret królowej Bony Sforzy[3] (1549), Museum of Fine Arts w Bostonie,
- Chrystus błogosławiący dzieci (ok. 1545 –50), Metropolitan Museum of Art Nowy Jork
- Portret młodzieńca (1550), Zamek Królewski na Wawelu, Kraków
- Portret Filipa Melanchtona (2 poł. XVI w.), Kolekcja „Europeum” Muzeum Narodowego, Kraków

Miniatury portretowe rodziny Jagiellonów, (Zygmunt Stary, Bona Sforza, Zygmunt August, Elżbieta Austriacka, Barbara Radziwiłłówna, Katarzyna Austriacka, Izabela Jagiellonka, Katarzyna Jagiellonka, Zofia Jagiellonka, Anna Jagiellonka), około 1565, Muzeum Czartoryskich w Krakowie

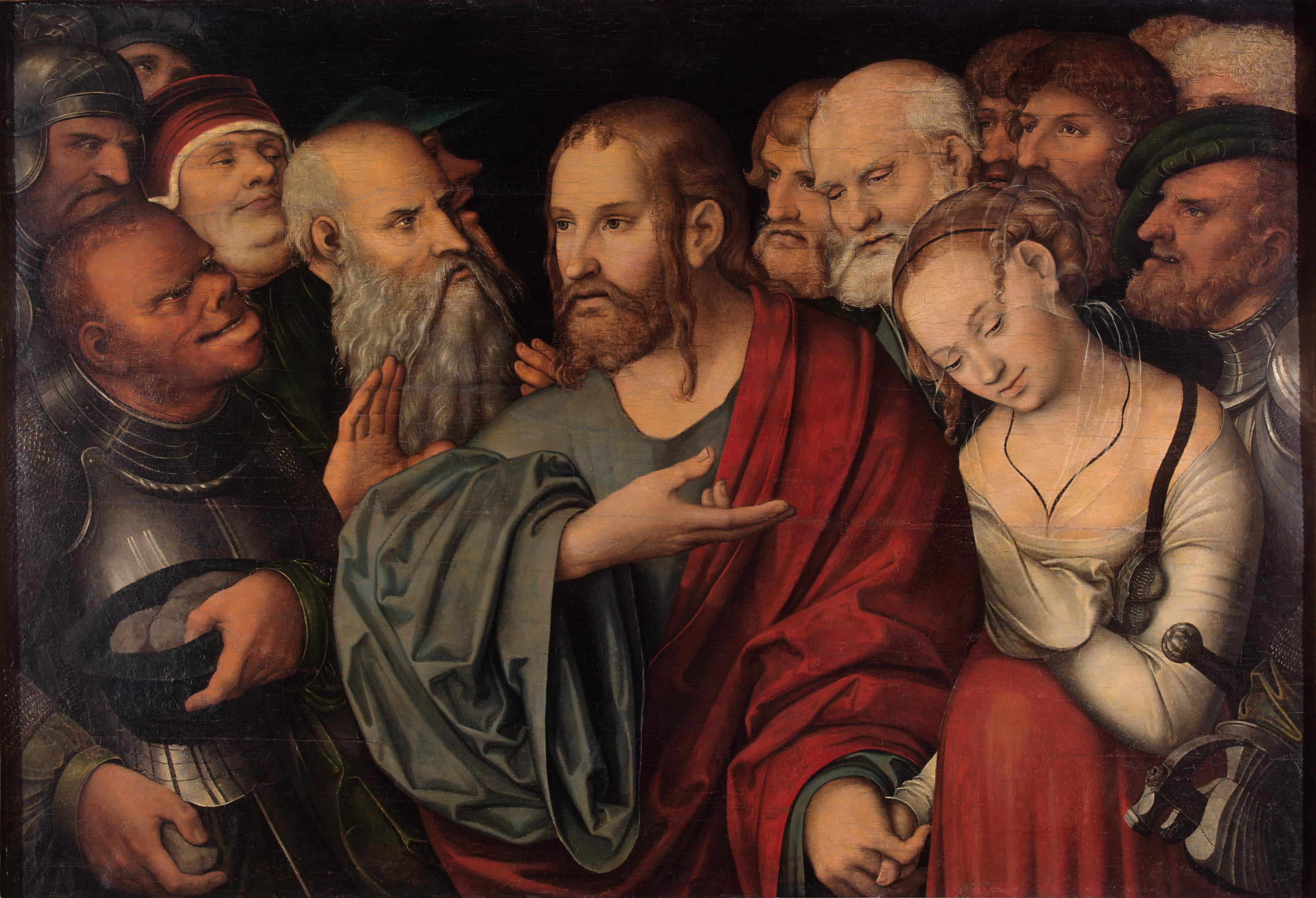
Chrystus i Jawnogrzesznica po (1532) Ermitaż Petersburg
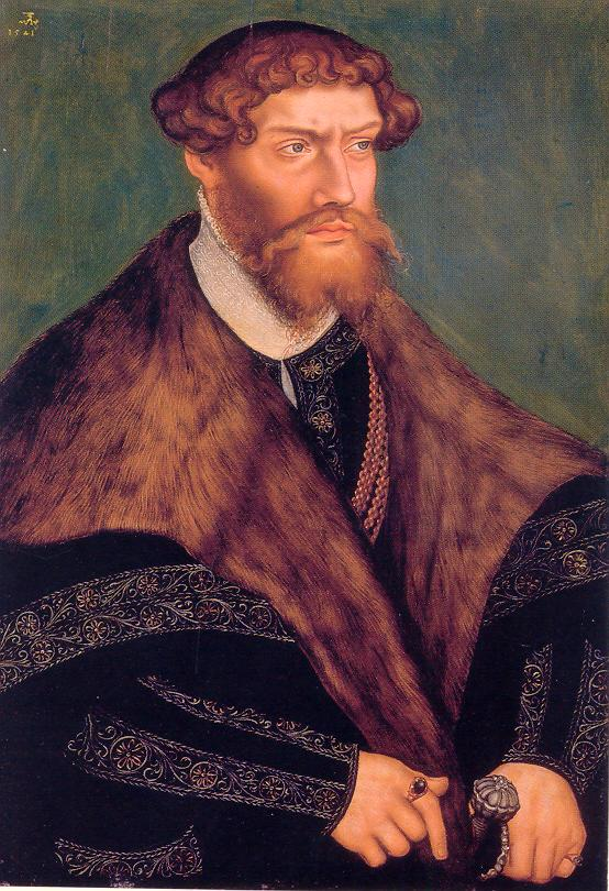
Portret Filipa I, księcia pomorskiego (1541) Muzeum Narodowe w Szczecinie
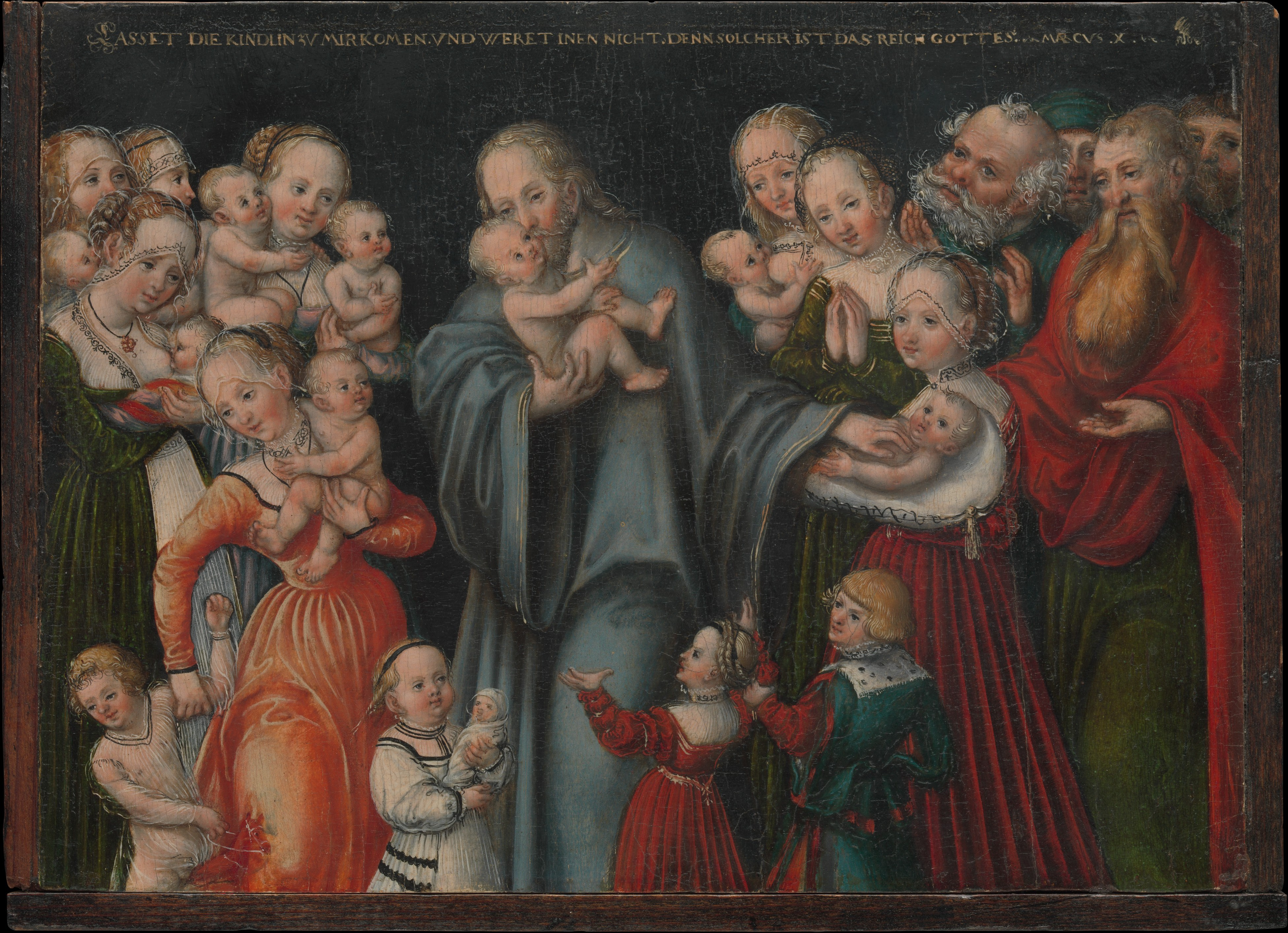
Chrystus błogosławiący dzieci (ok. 1545 –50) Metropolitan Museum of Art Nowy Jork